# Svartabborrtjärnen (Degerfors socken, Västerbotten)
Svartabborrtjärnen är en sjö i Vindelns kommun i Västerbotten och ingår i Umeälvens huvudavrinningsområde.